# MI5
Sigurnosna služba (eng.: Security service) poznatija kao MI5 (eng.: Military Intelligence, Section 5) ili Vojna obavještajna služba, odjel 5 je sigurnosna služba zadužena za unutarnju sigurnost Ujedinjenog Kraljevstva. Sigurnosna služba je osnovana 1909. godine kao dio vojne obavještajne službe Britanske vojske. Sjedište MI5 je u Thames House u Londonu. 
Sigurnosna služba je zadužena za zaštitu britanske parlamentarne demokracije i ekonomskih interesa, sprječavanje terorizma i špijunaže unutar Ujedinjenog Kraljevstva. 
MI5 je dio britanske obavještajne zajednice zajedno s MI6, vanjskom obavještajnom službom, DI, obrambenom obavještajnom službom i GCHQ, službom za nadzor komunikacija.

## Povijest
Sigurnosna služba je nastala iz Ureda tajne službe, osnovanog 1909. godine koji je izvorno bio usredotočen na djelovanje carske njemačke vlade kao zajednička inicijativa Admiraliteta i Ministarstva rata, vrhovnih zapovjedništava Kraljevske mornarice i Britanske vojske. Ured je podijeljen na mornarički i vojni odjel koji su se s vremenom specijalizirali za špijunažu stranih meta i unutarnje djelovanje protiv strane špijunaže. Ova podjela je bila rezultat zahtjeva obavještajne službe Admiraliteta vezanih uz pomorsku snagu njemačke ratne mornarice. 
Podjela je formalizirana prije 1914. godine i početka Prvog svjetskog rata, dok su dva odjela prolazila kroz niz administrativnih promjena, a unutarnji odjel je postao Odjel 5 vojno obavještajne službe ili MI5, ime po kojem je postao poznat diljem svijeta, dok je vanjski odjel postao Odjel 6 vojno obavještajne službe ili MI6.

## Proračun
Sve obavještajne i sigurnosne službe u Ujedinjenom Kraljevstvu dijele zajednički proračun (eng.: Single Intelligence Account), Sigurnosna služba MI5, vanjska obavještajna služba MI6, DI, vojna obavještajna služba i GCHQ, služba za nadzor komunikacija.
Zajednički obavještajni proračun za fiskalnu godinu 2014./2015. je iznosio 2,632 milijardi funti ili oko 22,6 milijardi kuna.

## Ravnatelji
| Ravnatelj                 | Razdoblje     |
| ------------------------- | ------------- |
| Sir Vernon Kell           | 1909. – 1940. |
| Oswald Allen Harker       | 1940. – 1941. |
| Sir David Petrie          | 1941. – 1946. |
| Sir Percy Sillitoe        | 1946. – 1953. |
| Dick White                | 1953. – 1956. |
| Sir Roger Hollis          | 1956. – 1965. |
| Sir Martin Furnival Jones | 1965. – 1972. |
| Sir Michael Hanley        | 1972. – 1979. |
| Howard Smith              | 1979. – 1981. |
| John Jones                | 1981. – 1985. |
| Antony Duff               | 1985. – 1988. |
| Patrick Walker            | 1988. – 1992. |
| Stella Rimington          | 1992. – 1996. |
| Stephen Lander            | 1996. – 2002. |
| Eliza Manningham-Buller   | 2002. – 2007. |
| Sir Jonathan Evans        | 2007. – 2013. |
| Andrew Parker             | 2013. -       |

## Unutarnje poveznice
- MI6, obavještajna služba Ujedinjenog Kraljevstva
- DI, vojna obavještajna služba Ujedinjenog Kraljevstva
- GCHQ, služba za nadzor komunikacija Ujedinjenog Kraljevstva

## Vanjske poveznice
- Službena stranica MI5
- Unutar MI5-a (dokumentarni film)